# Liên minh Xã hội Kitô giáo Bayern
Đảng Liên minh Xã hội Kitô giáo Bayern (Christlich-Soziale Union in Bayern e.V.; viết tắt: CSU) là một đảng chính trị được thành lập năm 1945 tại Bayern, và chỉ ra tranh cử tại tiểu bang này. Trên lãnh vực liên bang họ thành lập với đảng anh em Liên minh Dân chủ Kitô giáo Đức (CDU) một nhóm chung trong quốc hội liên bang Đức mà đang cùng với nhóm của đảng FDP lập nên chính phủ hiện thời. Ở Bayern đảng CSU đã cùng với đảng FDP vào năm 2008 đã đưa Horst Seehofer lên làm thống đốc bang.
Đảng CSU tự xem mình là một đảng Kitô giáo bảo thủ. Vào tháng 4 năm 2012, đảng CSU có 150.585 đảng viên với 19,3 phần trăm là phụ nữ (khoảng 29.000 đảng viên). Như vậy đảng CSU là đảng lớn thứ ba tại Đức tính theo số đảng viên.

## Bầu cử quốc hội bang Bayern 2013
Trong cuộc bầu cử quốc hội bang Bayern 2013 đảng CSU đạt được 47,7%, và như vậy chiếm lại được đa số ghế trong quốc hội.